# Rio Bucium (Caşin)
O Rio Bucium é um rio da Romênia afluente do Rio Caşin, localizado no distrito de Bacău.